# DK Водолея
DK Водолея (лат. DK Aquarii) — одиночная переменная звезда в созвездии Водолея на расстоянии (вычисленном из значения параллакса) приблизительно 9803 световых лет (около 3006 парсеков) от Солнца. Видимая звёздная величина звезды — от +12,9m до +11,8m.

## Характеристики
DK Водолея — красная пульсирующая медленная неправильная переменная звезда (LB) спектрального класса M6/7. Эффективная температура — около 3305 К.